# Manfred Bial
Manfred Bial (* 10. Dezember 1869 in Breslau; † 26. Mai 1908 in Monaco) war ein deutscher Arzt in Bad Kissingen.

## Leben
Manfred Bial, Sohn des Max Bial (1842–1902), studierte Medizin und promovierte zum Dr. med.
Er war externer Assistent (Externassistent) am Kaiserin-Augusta-Hospital in Berlin.
Bial wurde im Familiengrab auf dem alten Jüdischen Friedhof in Breslau beigesetzt.

## Leistungen
Er entwickelte einen chemischen Pentosen-Test, der Orcin verwendet, die Bial-Probe, die zu seinen Ehren nach ihm benannt wurde.

## Werke
- cand. med.; Eduard Pflüger (Herausgeber); aus dem physiologischen Institut zu Breslau (Polen): Manfred Bial: Ein Beitrag zur Physiologie der Niere. In: Pflüger, Archiv für die Gesammte Physiologie des Menschen und der Thiere. 47, 1890, S. 116–124, doi:10.1007/BF01789807.
- Eduard Pflüger (Herausgeber): Aus dem physiologisches Institut zu Breslau: Manfred Bial: Ueber die diastatische Wirkung des Blut- und Lymphserums. In: Pflüger, Archiv für die Gesammte Physiologie des Menschen und der Thiere. 52, 1892, S. 137–156, doi:10.1007/BF01661879.
- Eduard Pflüger (Herausgeber): Manfred Bial: Ueber die Beziehungen des diastatischen Fermentes des Blutes und der Lymphe zur Zuckerbildung in der Leber. In: Pflüger, Archiv für die Gesammte Physiologie des Menschen und der Thiere. 55, 1893, S. 434–468, doi:10.1007/BF01662630.
- Aus dem physiologischen Institut zu Breslau: Manfred Bial: Weitere Beobachtungen über das diastatische Ferment des Blutes. In: Pflüger, Archiv für die Gesammte Physiologie des Menschen und der Thiere. 53, 1893, S. 156–170, doi:10.1007/BF01667134.
- Aus dem physiologischen Institut zu Breslau: Manfred Bial: Ein weiterer Beitrag zum Chemismus des zuckerbildenden Blutfermentes. In: Pflüger, Archiv für die Gesammte Physiologie des Menschen und der Thiere. 54, 1893, S. 72–80, doi:10.1007/BF01795427.
- Aus der inneren Abtheilung des Augusta-Hospitales zu Berlin: Manfred Bial: Ueber den Mechanismus der Gasgährungen im Magensafte. In: Archiv für Experimentelle Pathologie und Pharmakologie. 38, 1896, S. 1–34, doi:10.1007/BF01824064.
- „Ueber die antiseptische Funktion des H-Ions verdünnter Säuren“. Zeitschrift für physikalische Chemie, 40, 513, 1902. S. 503 ff. (22 S.).
- „Ist die Zuckerbildung in der Leber eine Function diastatischer Enzyme oder vitaler Thätigkeit der Leberzellen?“. Archiv für Physiologie, 3/4, 1901. S. 249–255.
- Kissingen; aus dem Laboratorium der I. medizinischen Universitätsklinik in Berlin (Direktor: ‚Geh. Med.-Rath‘ von Leyden): Die Diagnose der Pentosurie (gehalten nach einer Demonstration im Verein für innere Medizin am 17. März 1902). In: DMW – Deutsche Medizinische Wochenschrift. 28, 1902, S. 253–254, doi:10.1055/s-0029-1203493.
- Aus der speziell-physiologischen Abteilung des physiologischen Instituts in Berlin: „Über den Befund von gepaarter Glukuronsäure in der Galle“ (online; der Redaktion zugegangen am 26. Mai 1905). Hoppe-Seylers Zeitschrift für physiologische Chemie, 45, 3–4, Walter de Gruyter, Berlin 1905. S. 258–264. doi:10.1515/bchm2.1905.45.3-4.258.
- Aus der speziell physiologischen Abteilung des Physiologischen Institutes zu Berlin: Manfred Bial: Bemerkungen und Versuche zu der Arbeit von Wandel: Zur Pathologie der Lysol- und Kresolvergiftung. In: Archiv für Experimentelle Pathologie und Pharmakologie. 56, 1907, S. 416–419, doi:10.1007/BF01846064.
- Die chronische Pentosurie. Fischer-Verlag, Berlin 1907. 27 S.